# Cervélo TestTeam
Cervélo Test Team var et schweizisk-baseret cykelhold, som startede i den næsthøjeste række, Pro Continental Tour, til 2009-sæsonen.
Holdet bestod fra begyndelsen af 2009 blandt andet af Thor Hushovd og Carlos Sastre
Cervélo, Zipp, Speedplay, Vittoria og 3T er alle cykeludstyrsfirmaer, som stod bag holdet. Holdets ryttere skulle teste udstyr fra producenterne under løb. 

## 2009

### Ryttere
|                     | Rytter              | Fødselsdag                |
| ------------------- | ------------------- | ------------------------- |
| Íñigo Cuesta        | Íñigo Cuesta        | 2. juni 1969 (55 år)      |
| Philip Deignan      | Philip Deignan      | 7. september 1983 (41 år) |
| Daniel Fleeman      | Daniel Fleeman      | 3. oktober 1982 (42 år)   |
| Xavier Florencio    | Xavier Florencio    | 26. december 1979 (45 år) |
| Simon Gerrans       | Simon Gerrans       | 16. maj 1980 (44 år)      |
| Roger Hammond       | Roger Hammond       | 30. januar 1974 (51 år)   |
| Heinrich Haussler   | Heinrich Haussler   | 25. februar 1984 (41 år)  |
| Jeremy Hunt         | Jeremy Hunt         | 12. marts 1974 (50 år)    |
| Thor Hushovd        | Thor Hushovd        | 18. januar 1978 (47 år)   |
| Ted King            | Ted King            | 31. januar 1983 (42 år)   |
| Andreas Klier       | Andreas Klier       | 15. januar 1975 (50 år)   |
| Ignatas Konovalovas | Ignatas Konovalovas | 8. december 1985 (39 år)  |

|                            | Rytter                     | Fødselsdag                |
| -------------------------- | -------------------------- | ------------------------- |
| Brett Lancaster            | Brett Lancaster            | 15. november 1979 (45 år) |
| Daniel Lloyd               | Daniel Lloyd               | 11. august 1982 (42 år)   |
| José Ángel Gómez Marchante | José Ángel Gómez Marchante | 30. maj 1980 (44 år)      |
| Serge Pauwels              | Serge Pauwels              | 21. november 1983 (41 år) |
| Oscar Pujol                | Oscar Pujol                | 16. oktober 1983 (41 år)  |
| Gabriel Rasch              | Gabriel Rasch              | 8. april 1976 (48 år)     |
| Martin Reimer              | Martin Reimer              | 14. juni 1987 (37 år)     |
| Dominique Rollin           | Dominique Rollin           | 29. oktober 1982 (42 år)  |
| Hayden Roulston            | Hayden Roulston            | 10. januar 1981 (44 år)   |
| Carlos Sastre              | Carlos Sastre              | 22. april 1975 (49 år)    |
| Joaquin Novoa              | Joaquin Novoa              | 25. august 1983 (41 år)   |
| Marcel Wyss                | Marcel Wyss                | 25. juni 1986 (38 år)     |